# Luchthaven Kastamonu
Luchthaven Kastamonu (Turks: Kastamonu Havalimanı) is een vliegveld in de Turkse stad Kastamonu.
In 1959 moest de luchthaven zijn deuren sluiten in verband met dalende reizigersaantallen. Na een investering van 110 miljoen Turkse Lira is de landingsbaan vernieuwd en is er een nieuw terminalgebouw van 3.740 m² en luchtverkeerstoren gebouwd. De luchthaven is op 5 juli 2013 officieel heropend.
Het vliegveld beschikt over een enkele startbaan van asfalt, van 2250 meter lang.

## Locatie
Het vliegveld ligt in het zuidoosten van Kastamonu en is 13 kilometer verwijderd van het centrum. Vervoer naar het centrum van Kastamonu is per taxi en met openbaar vervoer mogelijk. Daarnaast is er een pendeldienst tussen de luchthaven en busstation in het noordwesten van de stad. Vanuit het busstation kunnen reizigers hun reis vervolgen op de regionale buslijnen.
Luchthaven Kastamonu is het dichtstbijzijnde luchthaven voor de skigebieden in de Ilgaz gebergte en de stad Safranbolu welke op de werelderfgoedlijst van UNESCO staat.

## Bestemmingen
Dagelijks worden er vluchten uitgevoerd van en naar Istanbul Airport door Turkish Airlines. In het hoogseizoen wordt er door Pegasus Airlines vluchten uitgevoerd van en naar Luchthaven Istanbul Sabiha Gökçen.
| Airline          | Bestemmingen           |
| ---------------- | ---------------------- |
| Turkish Airlines | Istanbul Airport       |
| Pegasus Airlines | Istanbul Sabiha Gökçen |

## Reizigersaantallen
| Jaar | Reizigersaantallen | % verandering |
| ---- | ------------------ | ------------- |
| 2021 | 30.976             | 23%           |
| 2020 | 25.135             | −60%          |
| 2019 | 63.095             | −31%          |
| 2018 | 91.592             | −0,2%         |
| 2017 | 91.330             | −15%          |
| 2016 | 107.199            | 29%           |
| 2015 | 82.960             | 23%           |
| 2014 | 67.362             | 92%           |
| 2013 | 35.126             |               |